# براندون ديفيز
براندون ديفيز (بالإنجليزية: Brandon Davies)‏ مواليد 25 يوليو 1991 في فيلادلفيا، هو لاعب كرة سلة أمريكي بدأ مسيرته الاحترافية في سنة 2013 يلعب مع فريق بالاكانسترو فاريزي في ليغا باسكيت الدرجة الأولى ويحمل الرقم 0. يبلغ طوله 6 قدم 10 بوصة (2.1 م).

## فرق لعب لها
- فيلادلفيا سفنتي سيكسرز
- بروكلين نتس
- إلان شالون
- بالاكانسترو فاريزي

## إحصائيات المسيرة

### الموسم الاعتيادي
| السنة   | الفريق                 | لعب | بدأ | دقيقة | ميداني% | ثلاثية | حرة  | ارتداد | صنع | استلاب | تصدي | نقطة |
| ------- | ---------------------- | --- | --- | ----- | ------- | ------ | ---- | ------ | --- | ------ | ---- | ---- |
| 2013–14 | فيلادلفيا سفنتي سيكسرز | 51  | 0   | 11.3  | .422    | .200   | .642 | 2.1    | .5  | .5     | .2   | 2.8  |
| 2014–15 | فيلادلفيا سفنتي سيكسرز | 20  | 6   | 19.0  | .412    | .233   | .636 | 3.7    | 1.4 | .9     | .2   | 6.3  |
| المسيرة |                        | 71  | 6   | 13.2  | .417    | .233   | .644 | 2.5    | .8  | .6     | .2   | 3.8  |

## روابط خارجية
- براندون ديفيز على موقع إن بي أي (الإنجليزية)
- براندون ديفيز على موقع سبورتس رفرنس (الإنجليزية)
- براندون ديفيز على موقع الدوري الإسباني لكرة السلة (الإسبانية)
- براندون ديفيز على موقع كرة السلة الأوروبية.كوم (الإنجليزية)
- براندون ديفيز على موقع كلية كرة السلة في سبورتس رفرنس.كوم (الإنجليزية)
- براندون ديفيز على موقع ريلجم (الإنجليزية)
- براندون ديفيز على موقع بروبوليرز (الإنجليزية)
- براندون ديفيز على موقع سبورتس رفرنس (الإنجليزية)